# Begonia tiliifolia
Espèce
Begonia tiliifolia est une espèce de plantes de la famille des Begoniaceae.
L'espèce fait partie de la section Begonia.
Elle a été décrite en 1908 par Casimir Pyrame de Candolle (1836-1918).

## Répartition géographique
Cette espèce est originaire des pays suivants : Colombie ; Équateur.